# فی حاله الطفولیه

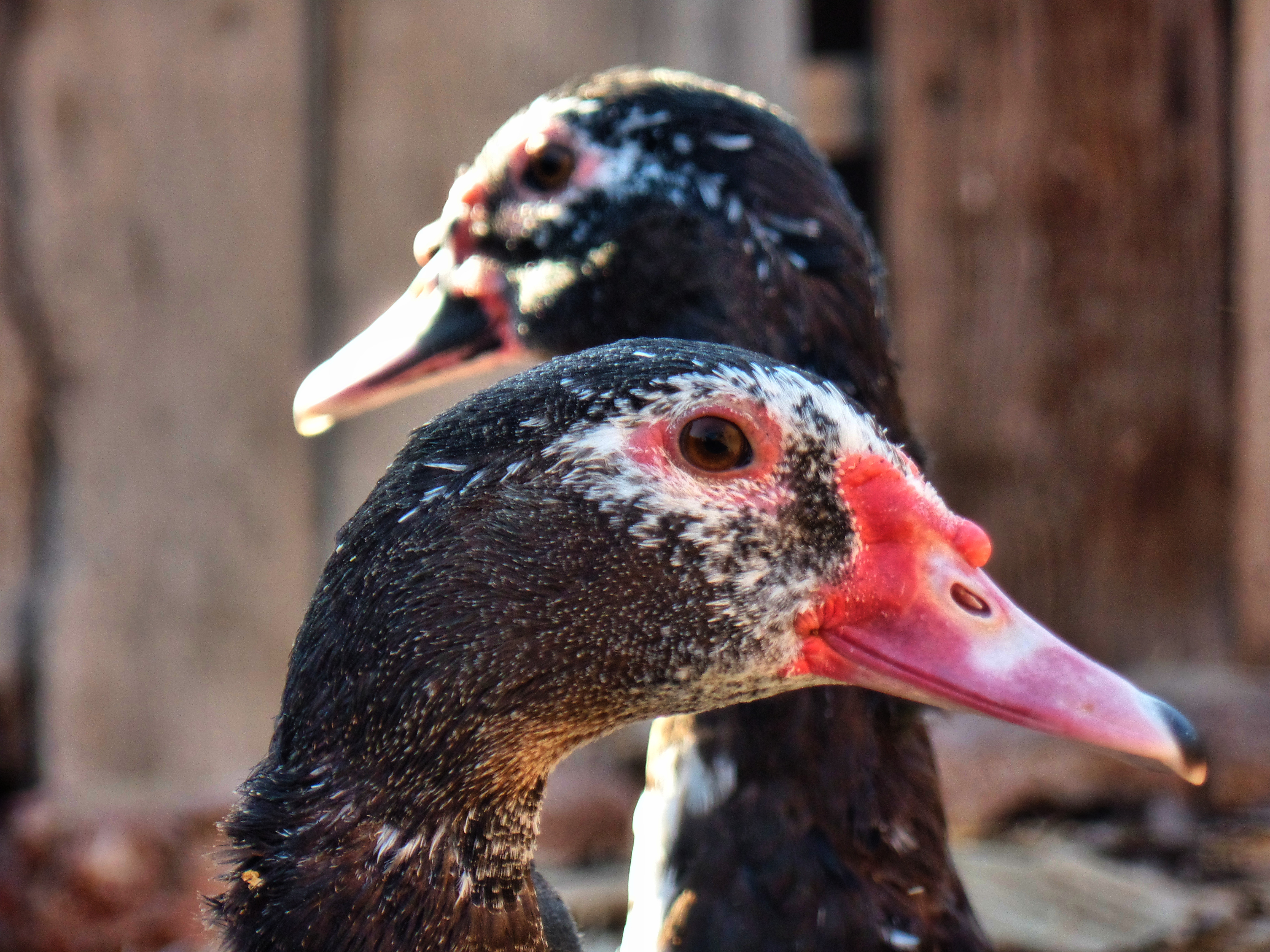
بط

رساله فی حاله الطفولیه یکی از رساله‌های شهاب‌الدین یحیی سهروردی است. در این کتاب، سهروردی از دشواری بازگفتن علم اسرار الهی، به آنان که آمادگی پذیرش آن را ندارند صحبت می‌کند. اصل اساسی آموزشهای معنوی این کتاب عرضه راهنمائی عملی برای طی طریقت روحانی است.

## گفتگویی نمادین
تشریح بسیاری از نکات ظریف عرفانی در این کتاب، آشنائی کامل شهاب الدین سهروردی را با دشواری‌های طریقه سلوک ظاهر می‌سازد.
سهروردی این نکته را ضمن گفتگویی نمادین میان بطی و سمندری بیان می‌کند:
عقیده بر این است که عبور سمندر از آتش او را در برابر همه آفات مصون کرده است. بط از لذت نوشیدن آب سرد در وسط فصل زمستان داد سخن می‌دهد، در حالیکه سمندر از سرما رنج می‌برد.
هر یک از این دو می‌توانند مطابق با تجربه خود تعبیری متفاوت از «آب سرد» عرضه کنند.

## جاویدان خرد
خرد جاویدان یا حکمة خالده از طریق ادراک حسی به دست نمی‌آید.

## شنیدن توسط جان
پس از تغییر سطح آگاهی سالک، شنیدن و دیدن او توسط جان صورت می‌گیرد و اعضا و جوارح مادی مانند چشم و گوش در آن ساحت کارایی ندارد، عین عبارت سهروردی چنین است:
پس جان آن ذوق را از دست گوش بستاند، گوید که تو سزاوار آن نیستی که این شنوی، گوش را از شنیدن معزول کند و خویشتن شنود، زیرا که در آن عالم شنیدن کار گوش نبود.
مولانا، همین مطلب را در دیوان شمس، غزل ۱۲۷۰ آورده:
چشم گشا شش جهت شعشعه نور بین - گوش گشا سوی چرخ ای شده چشم تو گوش
همین فرایند به وضوح در معرفت دون خوان ماتوس بیان گردیده است.
رابطهٔ میان حواس بیرونی و درونی از نظر سهروردی:
حصول دانش با ادراک حسی آغاز می‌شود. سهروردی حواس بیرونی را به حجرهٔ زنان و محدودیت‌های ادراک حسی را به بند و زنجیرهای دنیای کودکان تشبیه می‌کند.
کسی که خود را از این بندها آزاد سازد، به ادراک عالم تجرد دست خواهد یافت.

## هدف رساله
هدف رساله فی حالة الطفولیة ترسیم طریقت معنوی و سفر سالک از ابتدای این طریقه است که سهروردی آن (طریقه) را به طرزی نمادین همان طفولیت می‌داند.
اهمیت داشتن یک راهنما برای احتراز از خطرات راه، و نیز مقامات مختلف تحولات درونی جزو موضوعاتی است که سهروردی به تفصیل شرح می‌دهد.